# ملیسا ویاسنیر
ملیسا ویاسنیر (انگلیسی: Melissa Villaseñor؛ زادهٔ ۹ اکتبر ۱۹۸۷) کمدین، خواننده و بازیگر اهل ایالات متحده آمریکا است. او در سال ۲۰۱۱ با شرکت در مسابقهٔ آمریکاز گات تلنت و رسیدن تا مرحلهٔ نیمه‌نهایی شناخته شد. امّا عمدهٔ شهرت او زمانی آغاز شد که در سال ۲۰۱۶ به ستردی نایت لایو پیوست و تا سال ۲۰۲۲، با بازی در ۱۲۲ قسمت از بازیگران آن برنامه بود.